# Doctrina catòlica sobre els Deu Manaments

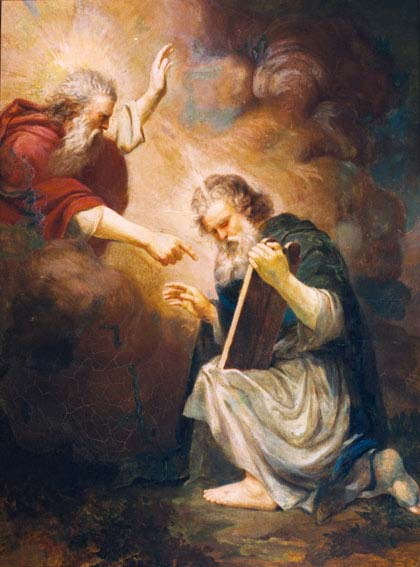
Moisès rebent les Taules de la Llei (pintat per João Zeferino da Costa, 1868)

La doctrina catòlica sobre els Deu Manaments són els ensenyaments oficials que l'Església Catòlica recull al seu Catecisme sobre els manaments que figuren a l'Èxode 20:1-17 i al Deuteronomi 5:2-21. El catolicisme ensenya que els manaments són essencials per la millora personal i l'apropament a Déu. En aquest sentit «no són limitacions a la llibertat» sinó «signes de llibertat que integren una llei d'amor», segons el papa Francesc. Per a l'Església els manaments també formen la base de la justícia social. Revisar els Manaments és un dels tipus més comuns d'examen de consciència utilitzat pels catòlics abans de rebre el sagrament de la Penitència.
Els manaments apareixen en els primers escrits de l'Església. El catecisme indica que «han ocupat un lloc predominant» en l'ensenyament de la fe des dels temps de sant Agustí (354-430 dC). L'Església no disposava de cap model oficial per a l'ensenyament religiós fins que se celebrà el Quart Concili del Laterà el 1215. Hi ha indicis que els manaments s'utilitzaven en l'educació dels primers cristians i durant tota l'edat mitjana, tot i que amb poc èmfasi. La manca instrucció d'algunes diòcesis en aquest aspecte va ser la base d'una de les crítiques llançades pels reformadors protestants contra l'Església. El primer catecisme per a tota l'Església, del 1566, va incloure «discussions exhaustives de cada manament» però no els va donar més èmfasi que als set sagraments. En la versió del catecisme del 1993 s'inclou una extensa secció per a interpretar cadascun dels manaments.
L'ensenyament de l'Església dels manaments es basa principalment en l'Antic, el Nou Testament i els escrits dels Pares de l'Església. En el Nou Testament, Jesús va renovar l'Aliança reconeixent la validesa dels Manaments en el Sermó de la muntanya, i instruint els seus deixebles perquè els perfeccionessin, exigint una justícia superior a la dels escribes i fariseus. Resumits per Jesús en estimar Déu i el proïsme, la seva finalitat és instruir les persones en les seves relacions amb Déu i amb el proïsme. Els tres primers manaments exigeixen respecte al nom de Déu, l'observança del Dia del Senyor (diumenge) i la prohibició del culte a altres déus (idolatria). La resta s'ocupen de les relacions amb el proïsme, com per exemple el vincle entre pare i fill, i prohibeixen la mentida, el furt, l'assassinat, l'adulteri i l'avarícia.

## Numeració
L'Antic Testament es refereix als deu manaments individuals; tot i que hi ha més de deu oracions imperatives entre els dos textos més rellevants: L'Èxode 20:1-17 i el Deuteronomi 5:6-21. L'Antic Testament no deixa clar com s'han de dividir els textos per arribar als deu manaments. La divisió tradicionalment emprada per les esglésies catòlica i luterana fou elaborada originalment per Agustí d'Hipona al seu llibre Questions on Exodus. Altres esglésies cristianes, com els ortodoxos orientals i algunes esglésies protestants, utilitzen una forma establerta pels Pares Grecs. Ambdues formes tenen petites diferències de numeració, tot i que, malgrat que les crítiques dels protestants, són molt similars. La numeració jueva difereix de la cristiana, ja que considera que el que molts cristians anomenen pròleg en realitat és el primer manament.

## Història

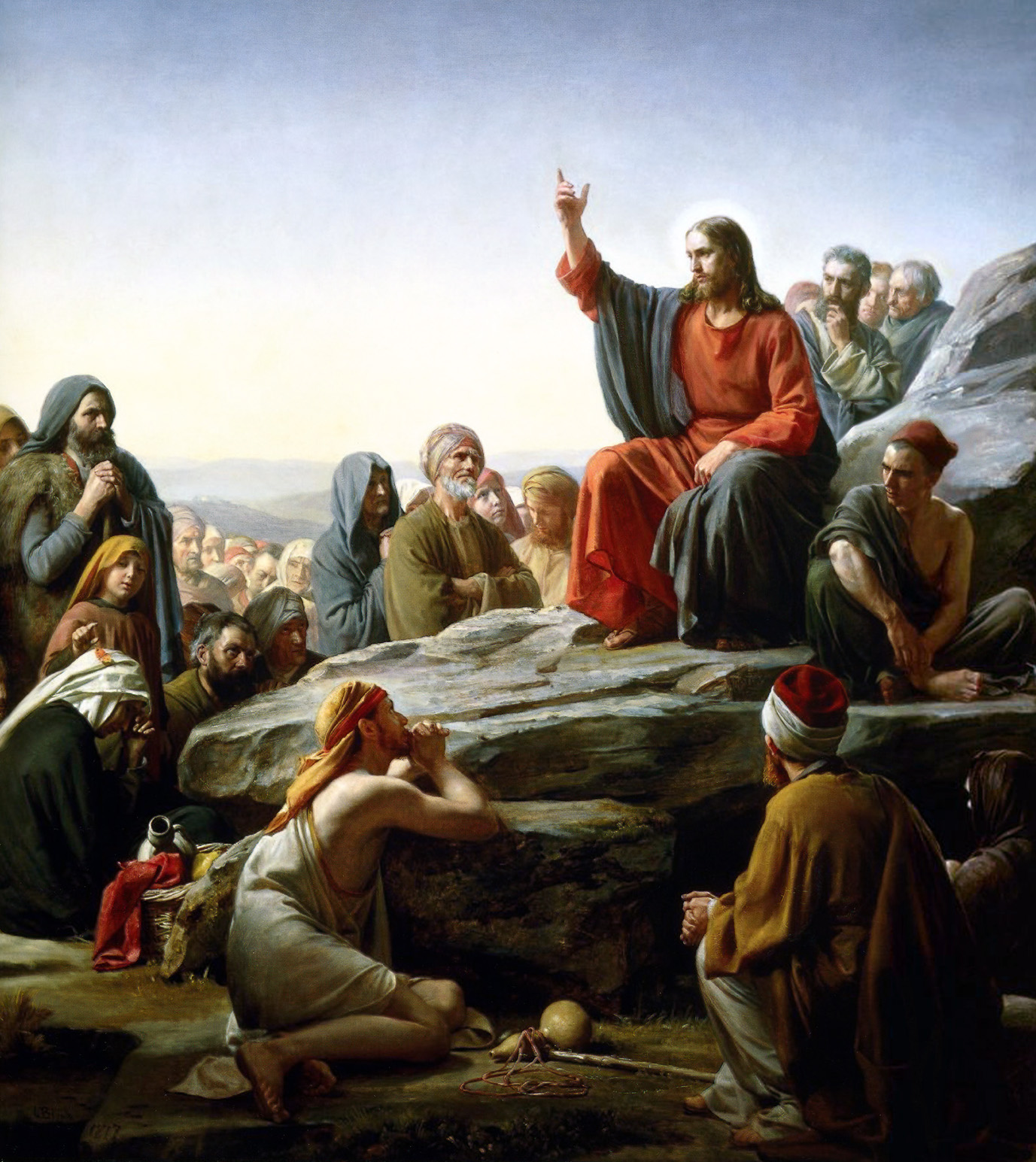
El Sermó de la muntanya és considerat per molts estudiosos cristians com la renovació de l'antiga Aliança entre Déu i Moisès.

Els Deu Manaments són reconeguts com una base moral al judaisme, al cristianisme i a l'islam. Apareixen per primera vegada al llibre de l'Èxode, segons el qual Moisès, actuant sota les ordres de Déu, alliberà els israelites de l'esclavatge d'Egipte. Segons l'ensenyament de l'Església, Déu va oferir un pacte que incloïa els Deu Manaments, per a alliberar-los també de «l'esclavatge espiritual» del pecat. Alguns historiadors consideren que aquest fou «l'esdeveniment central de la història de l'Antic Israel».
La vinguda de Jesús és vista per l'Església Catòlica com el compliment del destí dels jueus, que van ser escollits, d'acord amb Peter Kreeft, per «mostrar el veritable Déu al món». Jesús va reconèixer els Manaments i va donar instruccions als seus seguidors a perfeccionar-los, exigint-los «més, no menys, en una justícia superior a la dels escribes i fariseus». Kreeft argumenta que «els Manaments són per a l'ordre moral el que la història de la creació al Gènesi és per a l'orde natural. Són la base de Déu per a ordenar el caos. No són les idees dels homes sobre Déu, sinó les idees de Déu sobre l'home.» L'Església ensenya que Jesús va alliberar a la gent de les 613 normes de la dura llei jueva (Torà), però no de l'obligació de guardar els Deu Manaments, ja que estan escrits «amb el dit de Déu», a diferència dels que van ser «escrits per Moisès». Aquesta doctrina va ser reafirmada als concilis de Trento (1545-1563) i Vaticà II (1962-65).
Tot i que no se sap amb certesa quin paper van tenir els Deu Manaments al cristianisme primitiu, alguns historiadors suggereixen que es recitaven en alguns actes i s'utilitzaven en l'educació cristiana. Per exemple, els Manaments estan inclosos a un dels primers escrits cristians que es coneix com l'«Ensenyament dels Dotze Apòstols» o la Didakhé. Els experts sostenen que els Manaments es consideraven un resum de la Llei de Déu pels primers cristians. L'erudit protestant Klaus Bockmuehl creu que l'Església va reemplaçar els manaments amb llistes de vicis i virtuts, com els set pecats capitals. Altres estudiosos sostenen que durant tota la història de l'Església els Manaments han estat utilitzats per a fer examen de consciència i que molts teòlegs han escrit sobre ells. Si bé existeixen proves que els Manaments eren part de la catequesi en monestirs i altres llocs, durant l'edat mitjana no hi havia una posició oficial de l'Església per promoure mètodes específics d'ensenyament de la religió. El primer intent per a solucionar aquest problema fou al Quart Concili del Laterà (1215). Per aplicar les resolucions del Consell hi ha evidències dels esforços d'alguns bisbes, que a partir d'aquest moment van posar un èmfasi especial en l'ensenyament dels manaments a les seves diòcesis. Segles més tard, la manca d'ensenyament dels Manaments a algunes diòcesis va ser una de les crítiques contra l'Església que van llançar els reformadors protestants.
Els catecismes elaborats en algunes diòcesis a mitjans del segle xiv van donar més importància als Manaments i van ser la base per al primer catecisme oficial de l'Església, el Catecisme Romà de 1566. Encarregat pel Concili de Trento, proporcionava «un examen profund de cada Manament», però donava més importància als set sagraments per emfatitzar que la vida cristiana depenia de la gràcia, que només es podia obtenir a través de la vida sacramental dins l'Església Catòlica. Aquest èmfasi va entrar en conflicte amb les creences protestants, que van interpretar els Manaments com la font de la gràcia divina. Alguns estudiosos consideren que si bé les encícliques papals del segle xxi fan interpretacions personals dels manaments, al llarg de la història ha estat habitual interpretar-los esmentant fragments de l'Antic i el Nou Testament, així com els escrits dels Pares de l'Església, com Ireneu i Agustí. Més tard, els teòlegs Tomàs d'Aquino i Bonaventura oferiren comentaris notables sobre els Manaments. Tomàs d'Aquino, doctor de l'Església, considera que els Manaments «són els principals preceptes de la justícia i de tota llei, i la raó natural els aprova de manera immediata com a principis clarament evidents».
El Catecisme de l'Església Catòlica del 1993 dedica una gran secció sobre els manaments, que es fa servir com a base de l'ensenyament de la doctrina social catòlica. Segons el Catecisme, l'Església els ha donat un lloc predominant a l'ensenyament de la fe d'ençà el segle v. Kreeft explica que l'Església els considera com un «camí de vida» i un «camí de llibertat», així com «la tanca del pati de l'escola», que protegeix els nens dels «perills de la vida».

## Valor doctrinal
Segons la doctrina de l'església catòlica, els Deu Manaments (o Decàleg) són la síntesi de tota la Llei de Déu (o Llei Moral) i la base mínima i fonamental de la moral catòlica. Segons les paraules de Jesús, és necessari observar els Deu Manaments per entrar a la vida eterna. Per això, l'església exigeix als seus fidels el compliment obligatori d'aquestes normes. Qui no les segueix, comet un pecat i, segons la gravetat de la transgressió es desvia parcialment o totalment de Déu i del seu amor, rebutjant així la salvació i la felicitat eterna que Déu ofereix. Malgrat això, com que l'amor de Déu és infinit i Jesús va sacrificar-se a la creu, tots els homes poden ser perdonats per Déu des del moment en què es penedeixin d'una forma lliure i sincera i es comprometin a perdonar els seus enemics. Aquest perdó dels pecats pot ser atorgat per Déu per mitjà de l'Església, la primera vegada mitjançant el sagrament del baptisme i després, normalment, mitjançant la confessió.

## Primer Manament
El primer manament, segons la doctrina de l'Església, significa que convé «pregar i adorar només a Déu, perquè Déu és l'únic». El Catecisme explica que això prohibeix la idolatria, i proporciona exemples de pràctiques prohibides, com l'adoració a qualsevol persona i als «dimonis... del poder, el plaer, la raça, l'Estat, els diners». Sant Agustí interpreta aquest manament com «Estima a Déu i fes el que vulguis«. Per a explicar-ho, Kreeft indica que qualsevol pecat «serveix algun altre déu, obeeix a algun altre mandat: del món, de la carn o del diable».
El Catecisme associa aquest manament amb les tres virtuts teologals. La primera virtut, la fe, instrueix als catòlics a creure en Déu i a evitar l'heretgia, l'apostasia i el cisma. La segona, l'esperança, adverteix als catòlics contra la desesperació i la manca d'humilitat. La darrera, la caritat, només pot assolir-se si els catòlics s'abstenen a la indiferència o la ingratitud vers Déu, i eviten la mandra espiritual i l'odi vers Déu que es deriva de l'orgull. El Catecisme enumera les faltes específiques contra aquest manament, incloent-hi la superstició, el politeisme, el sacrilegi, l'ateisme i totes les pràctiques de màgia i bruixeria. També es prohibeix l'astrologia, la quiromància i l'horòscop i altres maneres similars de predir el futur. En aquest últim cas considera que són accions que incorporen una «voluntat de poder sobre el temps, la història i, en última instància, altres éssers humans, així com un desig de conciliar els poders ocults».

### Imatges

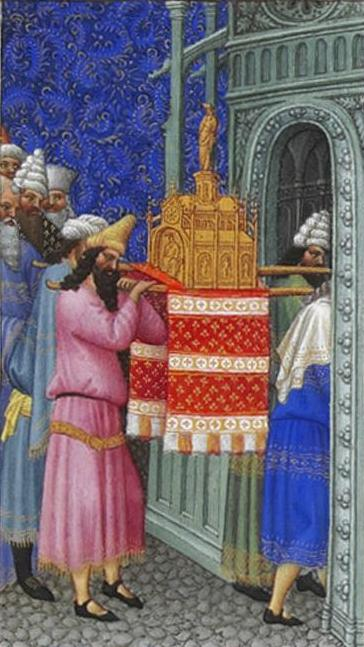
L'Arca de l'Aliança portada al Temple de Jerusalem.

Tot i que sovint els catòlics són acusats d'adorar imatges, en contra del primer manament, l'Església diu que es tracta d'un malentès. Segons el parer de l'Església, «l'honor tributat a les imatges sagrades és una 'veneració respectuosa', i no una adoració que només correspon a Déu». Al segle viii hi va haver acalorades discussions sobre si les icones religioses estaven prohibides pel primer manament. La disputa es limità gairebé només a l'Església d'Orient, on els iconoclastes volien prohibir les icones, mentre que els iconoduls recolzaven la seva veneració, en una posició recolzada per l'Església occidental. El Segon Concili de Nicea de l'any 787 va determinar que la veneració de les icones i les estàtues no violava l'orde i va declarar que «el qui venera una imatge venera la persona que s'hi representa». A l'època de la controvèrsia sobre la iconoclàstia, l'església occidental va començar a utilitzar l'escultura monumental, i l'art romànic es convertí en una de les principals manifestacions de l'art cristià occidental, que s'ha mantingut a l'església occidental, mentre que el cristianisme oriental evita les grans escultures religioses. El catecisme postula que Déu donà el seu permís perquè les imatges simbolitzessin la salvació cristiana, deixant símbols com la serp de bronze o els querubins sobre l'Arca de l'Aliança. Afirma que, «en encarnar-se, el Fill de Déu va introduir una nova economia de les imatges».
La Conferència Nord-americana de Bisbes Catòlics (USCCB) explica el Catecisme en el seu llibre titulat Catecisme per Adults dels Estats Units, publicat el 2006. Pel que fa a les imatges de talla, indiquen que el manament es dirigeix a la idolatria que en l'antiguitat s'expressava en l'adoració de coses com ara la «lluna, del sol, les estrelles, els arbres, els toros, les àguiles i les serps», així com «els emperadors i reis». Exposen que avui dia la idolatria s'expressa en el culte d'altres coses com «el poder, els diners, el materialisme i l'esport».

## Segon Manament
El segon manament prohibeix l'ús del nom de Déu en va. Moltes cultures antigues consideraven que els noms eren sagrats, i per això algunes establiren la prohibició d'esmentar-los en determinades ocasions. L'evangeli de Joan exposa que en una ocasió un grup de jueus intentaren apedregar Jesús després que aquest digués que havia parlat en nom de Déu. Els jueus van interpretar que s'estava autoanomenant Déu. Com que no creien que Jesús fos Déu, ho van considerar una blasfèmia, falta que segons la llei mosaica comporta la pena de mort. Kreeft indica que tots els noms pels quals Déu és conegut són sagrats i, per tant, tots els noms estan protegits pel segon manament. El catecisme afirma que «el respecte al seu nom és una expressió del respecte al misteri del mateix Déu i per a tota la realitat sagrada que evoca». El catecisme també exigeix respecte vers els noms de les persones, i ho relaciona amb el respecte a la dignitat de la persona.
El sentiment que hi ha al darrere d'aquest manament s'entén millor a les primeres paraules del Pare nostre, que comença dient «Pare Nostre, que esteu en el Cel, sigui santificat el vostre nom.» Segons el Papa Benet XVI, Déu establí una relació amb la humanitat revelant el seu nom a Moisès, i l'Encarnació també va ser la culminació d'un procés que «s'havia iniciat amb el lliurament del nom diví». Benet XVI també va indicar que això significa que el nom diví podria ser mal emprat i que l'expressió «sigui santificat el vostre nom» és un al·legat per a «protegir el misteri meravellós de la seva relació vers nosaltres, i afirmar la seva veritable identitat per oposició a la nostra distorsió de la mateixa».
Segons la doctrina catòlica, «la santedat del nom diví exigeix que hom no hi recorri per qualsevol fotesa». Aquest manament no impedeix l'ús del nom de Déu als juraments solemnes de l'autoritat legítima. Mentir sota jurament s'anomena perjuri. És considerat un pecat de blasfèmia de manera semblant a usar el nom de Déu per a propòsits màgics o expressar paraules d'odi o rebel·lia contra Déu.

## Tercer Manament

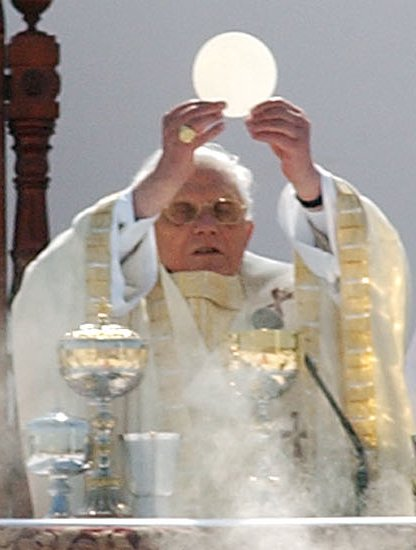
El Papa Benet XVI celebrant l'Eucaristia.

Benet XVI va explicar amb paraules del rabí i erudit jueu Jacob Neusner que per a Israel aquest manament era més un ritual que no pas un manament, car era una manera d'imitar a Déu, que va descansar el setè dia després de la creació. Així mateix, constitueix el nucli de l'ordre social.
Tot i que alguns grups de cristians segueixen amb la pràctica jueva d'observar el dia de repòs o sàbat del dissabte, els catòlics, així com la majoria dels cristians, viuen el diumenge com un dia especial, que anomenen el Dia del Senyor. Aquesta pràctica es remunta al segle i, derivada de la creença que Jesús ressuscità d'entre els morts el primer dia de la setmana.  La Didakhé demana als cristians que es reuneixin durant el Dia del Senyor per partir el pa i donar gràcies. Tertul·lià és el primer que menciona el descans dominical: «nosaltres, malgrat tot (tal com ens ha ensenyat la tradició), el dia de la Resurrecció del Senyor no només evitem agenollar-nos, sinó que davant de cada opinió o demanda que ens demanen, ho ajornem com tots els nostres negocis per no permetre l'acció del diable.»
Al segle vi, Cesareu d'Arlès va ensenyar que tota la glòria del dissabte jueu havia estat traslladada al diumenge i que els cristians han de guardar el diumenge com als jueus se'ls ordena observar el dissabte, però el Consell d'Orleans reprovà aquesta tendència al 538 com a jueva i no-cristiana.
Els líders de l'església dels segles posteriors van incloure el descans dominical en els ensenyaments del magisteri de l'Església, així com els governs cristians sempre han intentat aplicar el descans dominical des d'aquell moment. Per als catòlics, l'ensenyament de Jesús va ser que «el dissabte va fer-se per al bé de l'home, i no pas l'home per al dissabte», el que significa que es permeten les bones obres «quan la demanda d'exigències dels altres són durant la jornada de descans». El catecisme ofereix pautes sobre com viure el dia del Senyor, que inclouen l'obligatorietat d'assistir a Missa els diumenges i dies festius. Durant aquests dies els catòlics no poden treballar o fer activitats que «impedeixin el culte degut a Déu», però poden «fer obres de misericòrdia i descansar de manera apropiada en un esperit d'alegria».
Segons la Conferència Episcopal Estatunidenca aquest manament «s'ha concretat pels catòlics» com el primer dels preceptes de l'església, citant l'encíclica Dies Domini de Joan Pau II:
| « | Com que els fidels estan obligats a assistir a missa si no tenen un impediment greu, als pastors tenen el corresponent deure d'oferir a tots la possibilitat real de complir el precepte... Malgrat tot, més que no pas un precepte, l'observança ha de ser vista com una necessitat de la vida cristiana. És de vital importància que tots els fidels estiguin convençuts que no poden viure la seva fe o participar plenament a la vida de la comunitat cristiana, sense prendre part regularment a l'assemblea eucarística dominical. | » |

## Quart Manament
Benet XVI afirmà que el rabí Neusner «considera que aquest manament apuntala el cor de l'ordre social». Enforteix les relacions generacionals, explicita l'enllaç entre l'ordre familiar i l'estabilitat social, i revela que la família és «tant estimada com protegida per Déu». Tenint en compte que l'amor incondicional dels pares vers els seus fills reflecteix l'amor de Déu i que tenen el deure de transmetre la fe als seus fills, el catecisme es refereix a la família com a «església domèstica», «comunitat privilegiada» i «cèl·lula originària de la vida social».
El Catecisme afirma que aquest manament exigeix deures dels fills vers als seus pares que inclouen:
1. Respecte filial vers els pares, que també inclou les relacions entre germans.[69]
2. Gratitud,[77] com s'expressa en una cita de Siràcida: «Recorda que vas néixer dels teus pares; què els pots tornar per igualar el regal que ells et van fer a tu?».[76][78]
3. Obediència als pares mentre que el nen visqui a casa seva i «sigui pel seu bé o pel bé de la família,[76] llevat de quan l'obediència exigeix que el fill faci quelcom moralment equivocat».
4. Ajut moral i material als pares envellits, quan els fills són adults, especialment en temps de «malaltia, soledat o angoixa».[69][79]

D'acord amb el catecisme, aquest manament també suposa unes obligacions dels pares vers els fills que inclouen:
1. Educació moral, formació espiritual i evangelització dels fills.
2. Respecte als fills com a fills de Déu i persones humanes.
3. Disciplina adequada pels fills, amb cura de no provocar-los.
4. Evitar pressions en el moment d'escollir la professió o el cònjuge, el que no impedeix donar «consells assenyats».[80]
5. Ser un bon exemple pels fills.
6. Reconèixer els propis defectes davant dels fills per orientar-los i corregir-los.[69][80]

### L'expansió de Jesús
L'evangeli de Mateu exposa que quan li van dir a Jesús que la seva mare i els seus germans l'estaven esperant, va respondre «Qui és la meva mare i qui són els meus germans? Llavors, assenyalant amb la mà els seus deixebles, digué: Aquests són la meva mare i els meus germans. El qui fa la voluntat del meu Pare del cel, aquest és el meu germà, la meva germana, la meva mare». Benet XVI va afirmar que aquestes paraules de Jesús porten el quart manament a un nivell nou i superior. En fer la voluntat de Déu, qualsevol persona pot convertir-se en part de la família universal de Jesús. Per tant, les responsabilitats del quart manament s'estenen a la societat en general i exigeixen respecte de les «autoritats socials legítimes». El catecisme especifica els «deures dels ciutadans i de les nacions», que Kreeft resumeix com:
1. Obediència i honor per a «tots els que, pel nostre bé, hagin rebut poders en la societat de part de Déu».
2. «Pagament d'imposts, exercici del dret de vot i defensa de la pàtria.»
3. «Obligació de ser vigilant i crític», que obliga els ciutadans a criticar allò que taca la dignitat humana i la comunitat.
4. Deure de desobeir «les autoritats civils i directrius que són contràries a l'ordre moral».
5. «Practicar la caritat», que és una necessitat per a qualsevol família o societat funcional, és «el manament social més important» i exigeix que les persones estimin a Déu i al proïsme.
6. «Acollir a l'estranger», que necessita seguretat i els mitjans de vida que no ha trobat al seu país.
7. «Obligació dels països rics d'ajudar els pobres», especialment en temps de «necessitat immediata».
8. «Expectativa de les famílies d'ajudar-ne a d'altres».[69][83]

## Cinquè Manament
Aquest manament exigeix respecte per la vida humana. Jesús amplià aquest manament, prohibint la ira injusta, l'odi i la venjança i exigint als cristians que estimin als seus enemics. La base de tota la doctrina catòlica sobre el cinquè manament és l'ètica de la santedat de vida, que Kreeft contraposa, en termes filosòfics, a l'ètica de la qualitat de vida, una filosofia que considera introduïda per un llibre alemany titulat Die Freigabe der Vernichtung des Lebensunwerten Lebens (El permís per destruir una vida indigna de ser viscuda). Kreeft afirma l'àmplia acceptació d'aquest llibre per part dels metges alemanys abans de la II Guerra Mundial el convertiren en fonament de les primeres pràctiques mèdiques nazis. Aquesta interpretació es recolza en revistes mèdiques modernes que tracten sobre el dilema que tenen els metges quan han de prendre decisions relacionades amb la vida o la mort dels pacients. Alguns especialistes en bioètica consideren que «l'analogia nazi» no és apropiada quan s'aplica a la qualitat de les decisions sobre la vida de les persones. Per Arthur Caplan aquest argument és «odiosament equivocat». L'Església Catòlica participa activament en els debats públics sobre l'avortament, la pena de mort i l'eutanàsia, i anima els seus fidels a donar suport a les lleis i polítiques que reben el nom de provida.

### L'avortament
El catecisme afirma que «la vida humana és sagrada, perquè, des del seu origen, suposa l'acció creadora de Déu i sempre es manté en una relació especial amb el Creador, el seu únic fi. Només Déu és l'amo de la vida des del seu començament fins al seu terme: ningú en cap circumstància no pot reivindicar per a ell el dret de destruir directament un ésser humà innocent». Matar directament i intencionada un ésser humà innocent és considerat per l'església com un pecat mortal. L'assassinat de familiars, que inclou l'avortament induït, l'infanticidi, el fratricidi, el parricidi i l'assassinat del cònjuge són considerats crims i pecats mortals encara més greus, amb motiu dels llaços naturals que trenquen.
L'església reconeix el moment de la concepció com a l'inici de la vida humana i emfatitza que «cal tractar l'embrió com una persona. Per això cal defensar-lo íntegrament, tenir-une cura i guarir-lo, tant com sigui possible, tal com es fa amb qualsevol ésser humà». L'avortament induït és específicament i persistentment condemnat per l'església des del segle i. La «col·laboració formal» en l'avortament induït suposa la pena d'excomunió «latae sententiae», és a dir, pel mateix fet de cometre el delicte. El catecisme posa èmfasi que aquesta sanció no té la intenció de restringir la misericòrdia, sinó que pretén deixar clara la gravetat del crim i els danys sense reparació fets al nen, als seus pares i a la societat. La col·laboració formal en l'avortament no s'estén només a la mare que lliurement decideix avortar, sinó també als metges, infermers i auxiliars que directament participen en l'acte. L'església té diversos camins de reconciliació per a aquells que es penedeixen dels seus pecats de col·laboració formal en l'avortament.

#### Ús d'embrions
El catecisme per adults dels Estats Units dedica una secció a la reproducció assistida, les cèl·lules mares embrionàries i la clonació en la seva explicació del cinquè manament, car aquestes tècniques sovint involucren la destrucció d'embrions humans, el que l'Església considera una forma d'assassinat greument pecaminós. Les investigacions científiques amb cèl·lules mare embrionàries són considerades un «mitjà immoral per a un fi bo» i «moralment inacceptables». Citant la Instrucció sobre el respecte a la vida humana naixent i la dignitat de la procreació de la Congregació per a la Doctrina de la Fe, la Conferència Episcopal dels Estats Units afirma que «cap objectiu, encara que sigui noble, com la previsió que tingui una utilitat per a la ciència, altres éssers humans o la societat, pot de cap manera justificar l'experimentació amb embrions o fetus humans, siguin viables o no, dins o fora del cos de la mare». Els Bisbes assenyalen que la investigació amb cèl·lules mare adultes, utilitzant cèl·lules obtingudes amb el consentiment informat, és un prometedor camp d'investigació que és moralment acceptable.

### El suïcidi i l'eutanàsia
El cinquè manament prohibeix el suïcidi i l'eutanàsia, també si és per evitar el patiment. L'església considera que els tractaments normals dels qui s'enfronten a una mort imminent no poden ser retirats o interromputs. Aquesta «atenció normal» es refereix als aliments, l'aigua i l'alleujament del dolor, i no inclou «atenció extraordinària» que es refereix a l'ús de respiradors o tubs d'alimentació. Sí que és moralment acceptable permetre que els malalts terminals morin naturalment i renunciïn a tractaments extraordinaris «que donarien només una prolongació precària i penosa de la vida». Es permet la mort d'un malalt terminal, donant-li analgèsics que poden escurçar la seva vida, o rebutjant tractaments extraordinaris com la quimioteràpia o la radioteràpia.

### Pena de mort
Durant els primers 200 anys, els primers cristians «es van negar a matar en el servei militar, en defensa personal o al sistema judicial, però encara no hi havia cap posició oficial de l'església sobre la pena de mort». Quan l'església va ser oficialment reconeguda com una institució pública per l'Edicte de Milà al 313, la seva postura amb relació a la pena de mort va ser de tolerància, però no d'acceptació plena. La pena de mort sí que va tenir el suport d'alguns dels primers teòlegs catòlics: Ambròs de Milà animava els membres del clergat a anunciar i executar la pena de mort mentre que Agustí d'Hipona responia a les objeccions que es derivaven del cinquè manament a De Civitate Dei. Tomàs d'Aquino i Duns Scot també argumentaren que les Sagrades Escriptures donaven suport a les autoritats civils per a executar la pena de mort. El Papa Innocenci III exigí que Pere Valdès i els valdesos acceptessin que «el poder secular pot, sense pecat mortal, executar el judici de sang, sempre que s'utilitzi amb justícia, no per odi, amb prudència, no amb precipitació», com a requisit previ per a la seva reconciliació amb l'església. Paul Suris afirma que el magisteri oficial de l'església no condemna ni promou absolutament la pena de mort, però la tolerància vers ella ha patit variacions durant els temps. La Inquisició constitueix un exemple del suport de l'església a la pena de mort, tot i que alguns historiadors consideren que aquest tribunal eclesiàstic era més indulgent i aplicava menys la pena de mort que els tribunals seculars de l'època.
El catecisme de l'església catòlica afirma que la pena de mort està permesa en casos d'extrema gravetat. Està permesa en cas que «no hi hagi el més mínim dubte sobre la identitat i la responsabilitat del culpable» i si la pena de mort és l'única manera de «defensar eficaçment les vides humanes d'un agressor injust». Malgrat això, si hi hagués altres mitjans disponibles per defensar a les persones de l'agressor injust, aquests són preferibles perquè es consideren més respectuosos de la dignitat humana i més d'acord amb el bé comú. Com que actualment les societats modernes tenen mitjans eficaços per prevenir la criminalitat sense haver de recórrer a l'execució, el catecisme declara que els casos en què l'execució del criminal és una necessitat absoluta «són ja molt estranys». El Papa Joan Pau II ho afirmà i ho argumentà a l'encíclica Evangelium Vitae de 1995.

### Salut i mort

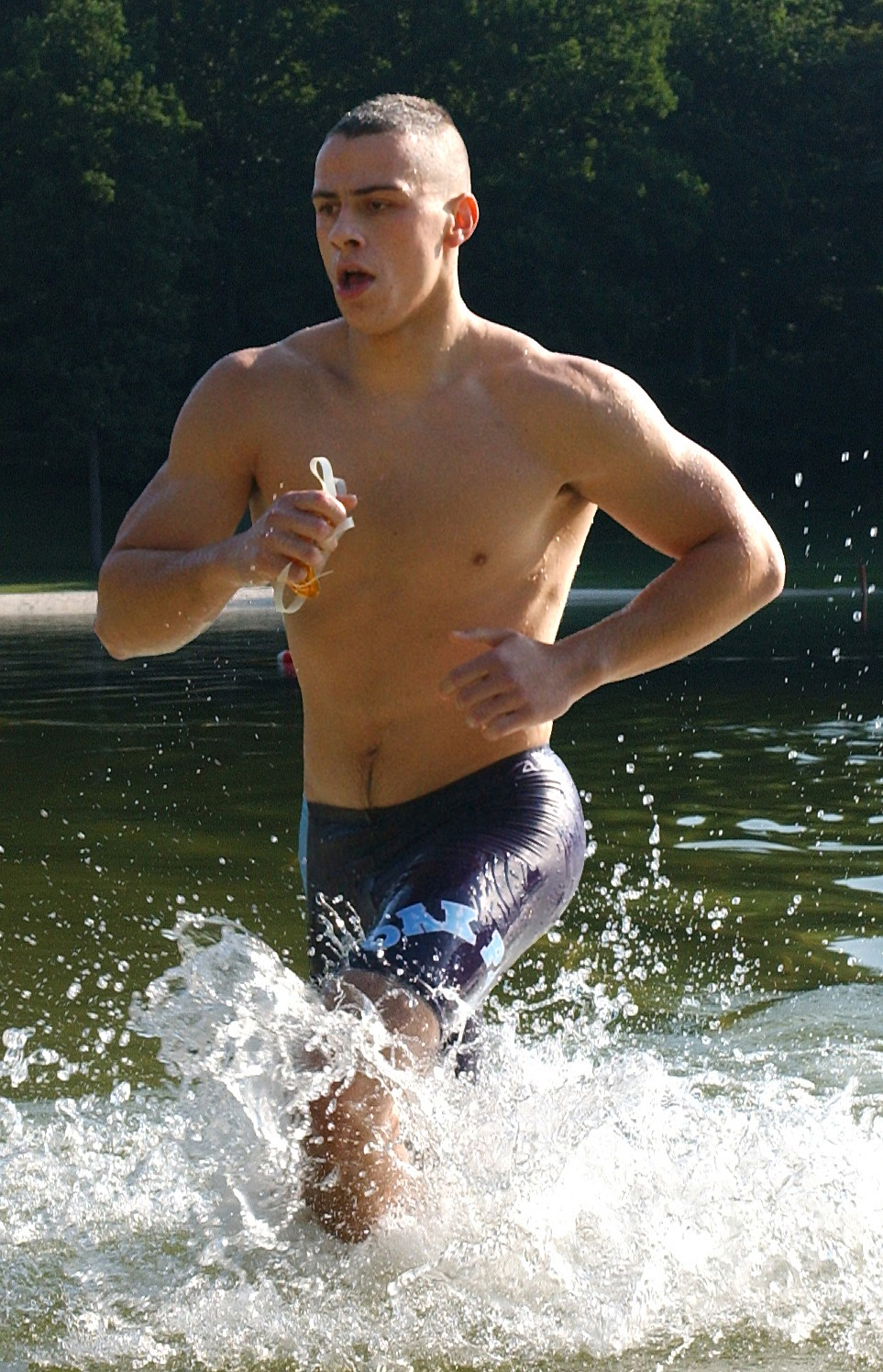
La doctrina catòlica inclou el respecte vers el propi cos dins el compliment del cinquè manament, impedint l'abús d'aliments, alcohol, medicaments, drogues il·legals o comportaments poc saludables.

D'acord amb l'Església, el respecte per la vida humana també exigeix el respecte al propi cos, impedint els comportaments poc saludables, l'excés de menjar, alcohol, medicaments i drogues il·legals. L'església també adverteix contra el comportament contrari que descriu com la «preocupació excessiva de la salut i el benestar del cos que "idolatra" la perfecció física, la bona condició física i l'èxit a l'esport».
Els segrestos, el terrorisme, la tortura, les esterilitzacions, amputacions, mutilacions i operacions estètiques que no estiguin justificades per motius mèdics o terapèutics estan prohibides. D'acord amb el Catecisme, les societats tenen l'obligació moral d'esforçar-se per oferir condicions de vida saludables per a tothom.
Segons el catecisme, l'enterrament dels morts és una obra de misericòrdia corporal i «els cossos dels difunts han de ser tractats amb respecte i caritat». Per tant, la dispersió de les restes cremades o l'enterrament en una tomba sense identificar estan prohibits per l'Església catòlica. La donació d'òrgans, les cremacions i les autòpsies per raons legals i científiques estan permeses. Pel que fa a la cremació, l'Església la permet sempre que no dugui a terme per oposar-se als ensenyaments de la fe catòlica pel que fa a la resurrecció dels cossos al Judici Final.

### Guerra i autodefensa
D'acord amb l'expressat en la Bíblia, al Sermó de la muntanya Jesús recordà el cinquè Manament («No mataràs») i, expandint-lo, prohibí també la ràbia, l'odi i la venjança. Anant encara més lluny, Jesús demanà als seus deixebles que estimessin els seus enemics. El Catecisme afirma que «l'amor a un mateix segueix sent un principi fonamental de la moralitat» i, per tant, «és legítim fer prevaldre el dret a la pròpia vida». Kkreeft afirma que «actuar en defensa pròpia és legítim, per la mateixa raó que el suïcidi no ho és: perquè la pròpia vida és un do de Déu, un tresor que som responsables de preservar i defensar». El Catecisme ensenya que «qui defensa la pròpia vida no comet un homicidi, encara que es vegi obligat a donar un cop mortal a l'agressor». La defensa legítima no només és un dret sinó un deure per al responsable de la vida dels altres. La defensa del bé comú exigeix evitar que l'agressor pugui causar danys. Per aquest motiu, els que tenen autoritat tenen el dret a emprar les armes per a rebutjar els agressors de la comunitat que estigui sota la seva responsabilitat.
L'Església exigeix que tothom resi i treballi per a evitar guerres injustes, però permet la guerra justa sota certes circumstàncies:
1. El motiu per anar a la guerra és la defensa pròpia.
2. El dany causat per l'agressor és permanent, greu i cert.
3. Últim recurs, només si s'han exhaurit totes les altres vies per a posar fi a un determinat «dany greu».
4. L'objectiu final és la pau i hi ha serioses possibilitats d'èxit.
5. Si el mal no és eliminat, els danys seran superiors. Aquesta condició prohibeix l'ús d'armes per a eliminar totes les ciutats i àrees amb els seus habitants.
6. Respecte i cura vers els no-combatents, soldats ferits i presoners. Els soldats estan obligats a desobeir les ordres per cometre un genocidi o violar els principis universals.[84][112]

### Escàndol
El catecisme inclou l'escàndol en el cinquè manament, i el defineix com una «actitud o comportament que porta als altres a fer el mal». A l'evangeli de Mateu, Jesús afirmà: «Al qui fa caure en pecat un d'aquests petits que creuen en mi, més li valdria que li pengessin al coll una mola de molí i l'enfonsessin enmig del mar». L'Església considera un pecat i un crim greu afeblir la fe, l'esperança i l'amor d'algú, especialment si aquest algú és un jove i l'agressor és una autoritat com un pare, sacerdot o professor.

## Sisè Manament
D'acord amb l'Església Catòlica, els humans són éssers sexuals, la identitat sexual dels quals s'estén més enllà del cos, involucrant també la ment i l'ànima. Per designi diví els sexes són diferents i complementaris, ambdós amb la mateixa dignitat i fets a imatge i semblança de Déu. Els actes sexuals  són sagrats dins el context de la relació conjugal, que reflecteix un «do mutu total i temporalment il·limitat entre l'home i la dona». Els pecats sexuals, per tant, no violen només el cos, sinó també tot l'ésser de la persona. Al seu llibre de 1995 Creuant el llindar de l'esperança, Joan Pau II va fer una reflexió sobre el tema:
| « | Els joves, en el fons, cerquen sempre la bellesa en l'amor, volen que el seu amor sigui bell. Si cedeixen a les debilitats, adoptant models de comportament que poden qualificar-se com un escàndol del món contemporani (i són models dissortadament molt difosos), en el fons del cor desitgen un amor bell i pur. Això val tant per als nois com per les noies. En definitiva, saben que ningú no pot concedir-los un amor com aquest, fora de Déu. I, per tant, estan disposats a seguir Crist, sense fixar-se en els sacrificis que això pot comportar. | » |
| — | |   |

Tal com passa amb en el judaisme ortodox i l'islam, l'església catòlica considera tots els actes sexuals fora del matrimoni com a pecat mortal. La gravetat del pecat exclou el pecador de la comunió sacramental fins que se'n penedeixi i sigui absolt en la confessió sacramental.

### Vocació a la castedat
Els ensenyaments de l'Església sobre el sisè manament inclouen una profunda discussió sobre la castedat. El catecisme la descriu com «una virtut moral, [...], un do de Déu, una gràcia, un fruit del treball espiritual». L'Església veu el sexe com a quelcom més que un acte físic, considera que afecta el cos i l'ànima. Per això ensenya que la castedat és una virtut que totes les persones han d'aspirar a adquirir. Es defineix com «la unitat interior de l'home al seu ésser corporal i espiritual» que integra amb èxit la sexualitat humana a la persona, amb la seva «naturalesa humana completa». Per adquirir aquesta virtut, els catòlics són incentivats a entrar en el «treball llarg i exigent» de l'autodomini, ajudats pels amics, la gràcia de Déu, la maduració i una educació «que respecti les dimensions morals i espirituals de la vida humana». El Catecisme categoritza les violacions del sisè manament en dues categories: les ofenses contra la castedat i les ofenses contra la dignitat del matrimoni.

#### Ofenses contra la castedat
El Catecisme enumera les següents ofenses contra la castedat, en ordre creixent de gravetat:
1. Luxúria: l'església ensenya que el desig de plaer sexual és bo i creat per Déu, i que els «conjugues han d'experimentar el plaer i la satisfacció del cos i l'esperit». Kreeft defensa que la «luxúria no significa plaer sexual com a tal, ni el delit en ella, ni el desig d'ella en el seu context cert».[127] La luxúria «és un desig desendreçat o un goig de plaer sexual rebel», o sigui, és el desig de plaer sexual per si mateix, fora de la seva finalitat de procreació i de la unió d'home i dona, cos i ànima, en l'autodonació mútua.[128][125]
2. Masturbació: que és «l'excitació voluntària dels òrgans genitals per generar un plaer sexual»,[125] és considerat pecat pels mateixos motius que luxúria, però es troba en un estadi superior perquè involucra una acció física en lloc d'un acte mental.[128]
3. Fornicació: és la «unió sexual i carnal fora del matrimoni entre un home i una dona solters». Es considera «contrària a la dignitat de les persones i de la sexualitat humana», ja que no s'ordena al «bé dels cònjuges» o a la «generació i educació de la canalla».[128][125]
4. Pornografia: es considera una perversió de l'acte sexual que es distribueix a tercers per a la seva visualització.[128]
5. Prostitució: es considera pecaminosa tant per la prostituta com pel client, ja que redueix la persona humana a un mer instrument de plaer sexual, violant així la dignitat humana i perjudicant la societat. La gravetat del pecat és menor per a les prostitutes que es veuen obligades a l'acte per la misèria, el xantatge o la pressió social, que per al client.[128]
6. Violació: és un acte intrínsecament dolent que pot causar danys greus a la víctima per tota la vida.[125]
7. Incest o «violació de menors pels pares o altres familiars adults» o «els responsables de l'educació dels nens confiats a ells» és considerat el més atroç dels pecats sexuals.[125][128]

#### Homosexualitat
Dins de la seva explicació del sisè manament, el catecisme dedica una secció a l'homosexualitat. Igual que els actes heterosexuals fora del matrimoni, els actes homosexuals són considerats pecat i són «intrínsecament desendreçats». L'Església distingeix entre les atraccions homosexuals, que no són considerades pecats, i els actes homosexuals, que sí que ho són. El catecisme afirma que «aquests actes són contraris a la llei natural, no obren l'acte sexual al do de la vida, no procedeixen d'una veritable complementarietat afectiva sexual, [i per això] no poden ser, en cap cas, aprovats». L'Església ensenya que la inclinació homosexual és «objectivament desendreçada» i pot ser una gran prova per a la persona. Però l'Església també ensenya que els homosexuals «han de ser acollits amb respecte, compassió i delicadesa» i «qualsevol signe de discriminació injusta contra ells ha de ser evitat».
Els homosexuals, segons l'Església, són «cridats a la castedat». Han de ser instruïts a practicar les virtuts de l'autodomini que ensenya la «llibertat interior», amb l'ajut dels amics, l'oració i la gràcia dels sagraments de l'Església. Aquests instruments han d'ajudar els homosexuals a apropar-se «gradualment i de manera resolta» a la perfecció i santedat cristianes, que és un estat espiritual al qual tots els cristians estan cridats. El Papa Francesc el juliol de 2013 va resumir la doctrina de l'Església sobre els homosexuals amb aquestes paraules: «Si una persona és gai, busca Déu i té bona voluntat, qui sóc jo per jutjar-la?».

### Amor de marit i muller

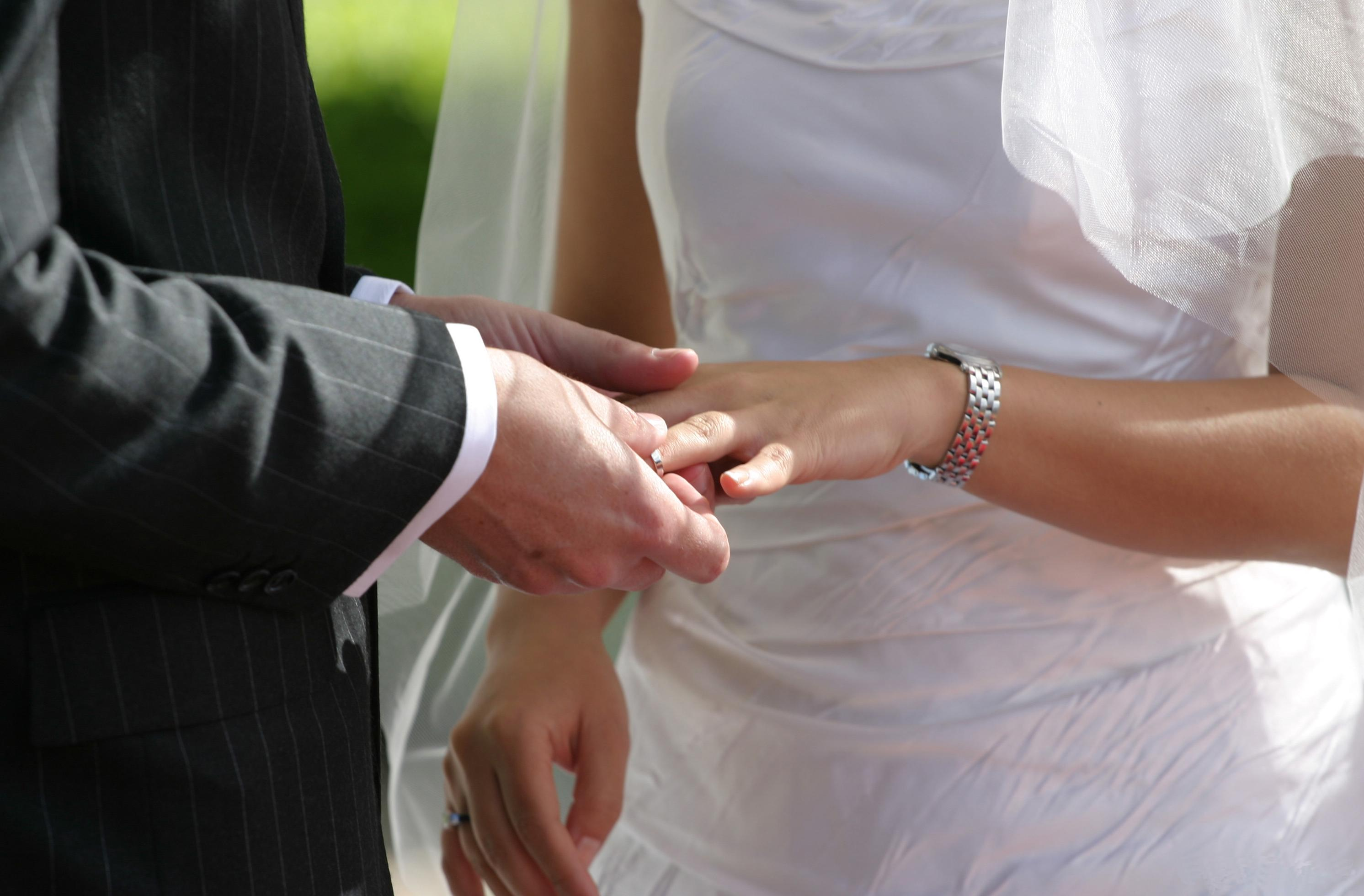
El sisè manament convida els cònjuges a viure mútuament una fidelitat emocional i sexual que és «essencial» al matrimoni i un reflex de la fidelitat de Déu als homes.

Segons les ensenyances de l'Església, l'amor conjugal té una doble finalitat indissociable: la unió de marit i muller, pel «bé dels propis conjugues» i la transmissió de la vida. Per tant, «l'amor conjugal entre l'home i la dona està, a més, sota la doble exigència de la fidelitat i la fecunditat». L'aspecte unitiu inclou el lliurament recíproc del si mateix de cada parella, per la qual cosa «ja no en són dos, sinó que és una sola carn». El sagrament del matrimoni estableix que Déu segella l'acord que uneix els conjugues. Aquest consentiment inclou l'acceptació dels fracassos i errors de la parella en el reconeixement de la «crida a la santedat en el matrimoni», que exigeix a ambdós un procés de creixement espiritual i de conversió que pot durar tota la vida.

#### Fecunditat i plaer
Durant la història de l'Església Catòlica, els pensadors catòlics han ofert opinions divergents sobre el plaer sexual. Alguns l'han considerat pecaminós, mentre que d'altres no. L'Església no tenia una posició formal fins al 1546, quan al Concili de Trento es decidí que la concupiscència convida al pecat, però que «no és formalment pecaminosa per si mateixa». El 1679 Innocenci XI condemnà el «sexe marital només per plaer». La posició de l'Església sobre l'activitat sexual pot ser resumida dient que «l'activitat sexual pertany només al casament com una expressió de la unió i donació total, i sempre oberta a la possibilitat d'una nova vida». Els actes sexuals en el matrimoni són considerats com a «nobles i honrosos», i són destinats a ser apreciats amb «alegria i gratitud».
El control de la natalitat és anterior al cristianisme, i l'Església Catòlica l'ha condemnat en diverses ocasions. L'Església Catòlica ha publicat les encícliques Casti connubii, el 31 de desembre de 1930, i Humanae Vitae, el 1968, sobre el matrimoni i la seva posició contrària al control artificial de la natalitat.
L'Església veu positivament les famílies nombroses i les considera una benedicció, però accepta que davant algunes circumstàncies un matrimoni vulgui limitar o espaiar els naixements. Per a fer-ho proposa la planificació familiar natural, que es basen a abstenir-se de mantenir relacions sexuals durant el període fèrtil de la dona. Els mètodes d'anticoncepció artificial i totes les formes d'inseminació artificial són rebutjades per l'Església perquè «dissocien l'acte sexual de l'acte procreador», «provoquen la dissociació dels pares per la intervenció d'un estrany a la parell (donació d'esperma o òvul o lloguer de l'úter)» i «lesionen el dret del nen a néixer d'un pare i una mare als seus pares units en matrimoni». El Catecisme afirma que un nen «és un regal» i és el «do més excel·lent del matrimoni».
Catòlics i no catòlics han acusat l'Església de contribuir a la sobrepoblació i la pobresa pel fet de defensar exclusivament la planificación familiar natural. El rebuig de l'Església a la utilització del preservatiu es critica perquè es considera que no ajuda a frenar la sida als països on és epidèmia. L'Església es defensa citant països com Kenya i Uganda, on s'ha combinat la promoció de canvis de comportament juntament amb l'ús del preservatiu i el control de la malaltia ha millorat més que on només es fomenta el preservatiu.

#### Ofenses contra el matrimoni
Segons l'Església, l'adulteri i el divorci són «ofenses a la dignitat del matrimoni» i estan definits així:
1. L'adulteri és el terme que designa la infidelitat conjugal. Quan dos cònjuges, dels quals com a mínim un està casat, estableixen entre si una relació sexual, encara que efímera, cometen adulteri.[115] L'Església considera l'adulteri un pecat major que la fornicació perquè involucra persones casades.[128] Kreeft afirma que l'adulteri és un pecat «contra el seu cònjuge, la seva societat, els seus fills, i amb el seu propi cos i la seva ànima».[141]
2. El divorci és una ofensa greu a la llei natural. Pretén trencar el contracte signat lliurement pels esposos de viure l'un amb l'altre fins a la mort. El divorci és una injúria contra l'aliança de la salvació, ja que el matrimoni sacramental és un senyal d'aquesta aliança. El mateix Jesús de Natzaret, reafirmant la indissolubilitat del matrimoni, digué que «no és lícit que l'home, acomiadant la seva esposa, es casi amb una altra; ni és legítim que un altre prengui com a esposa a una que s'havia divorciat del seu marit».[142][115] Explicant la interpretació de l'Església d'aquesta ensenyança, Kreeft afirma que Jesús considerava el divorci com una acomodació, una tolerància que estava infiltrada a la llei jueva.[141] L'Església ensenya que el casament va ser creat per Déu i fet perquè fos indissoluble: així com la creació d'un nen que no pot ser descreat, així tampoc el vincle matrimonial d'una sola carn mai pot trencar-se.[141] El catecisme afirma que «el cònjuge casat de nou es troba en una situació d'adulteri públic i permanent», augmentant així la «gravetat de la ruptura».[141][115] A més d'aquestes dues grans ofenses, la poligàmia, l'incest i la unió lliure, que inclou la parella de fet i el concubinat, també es consideren ofenses a la dignitat del matrimoni.[115]

#### Separació, divorci i anul·lacions
L'Església planteja solucions als problemes matrimonials diferents del divorci:
1. El dret canònic preveu la separació en alguns casos entre els quals hi ha les situacions extremes, com la violència domèstica i l'adulteri, tot i que es manté el vincle matrimonial. No es considera un divorci sinó que és una situació permesa si està justificada.[141][143]
2. El divorci civil no està reconegut per l'Església. Però si el divorci civil és l'única manera de garantir certs drets legítims, com la cura dels fills o la defensa del patrimoni, pot ser tolerat sense constituir una falta moral.[141][143]
3. L'anul·lació del casament no és un divorci, és quan l'Església determina que un casament mai ha estat vàlid. El casament és considerat nul si manca un dels 5 elements que es consideren necessaris: complet, vitalici, mutu, gratuït i compost per un home i una dona.[141] Segons el discurs de Joan Pau II al Tribunal de la Rota Romana del 22 de gener de 1996, els casats no tenen dret a l'anul·lació matrimonial, però tenen el dret de presentar el seu cas de nul·litat o validesa juntament amb una autoritat eclesiàstica competent i demanar la posició de l'Església sobre la qüestió.[144] Segons la diòcesi d'Arlington:

| « | Els elements que poden ser motius per investigar una anul·lació són: un matrimoni que en el moment del casament exclou la possibilitat de tenir fills, no assumeix un compromís permanent, o no aspira a un compromís exclusiu. També hi ha matrimonis joves, que duren molt poc; matrimonis marcats per un greu abús emocional, físic o de certes substàncies; pràctiques sexuals desviades; irresponsabilitat profunda i manca de compromís; consentiment condicionat per a un casament; frau o engany per obtenir el consentiment del cònjuge; malaltia mental greu, o un enllaç previ al casament. La decisió final cal que es faci després d'una àmplia consulta amb el prevere o diaca i amb base a les proves disponibles. | » |

## Setè Manament

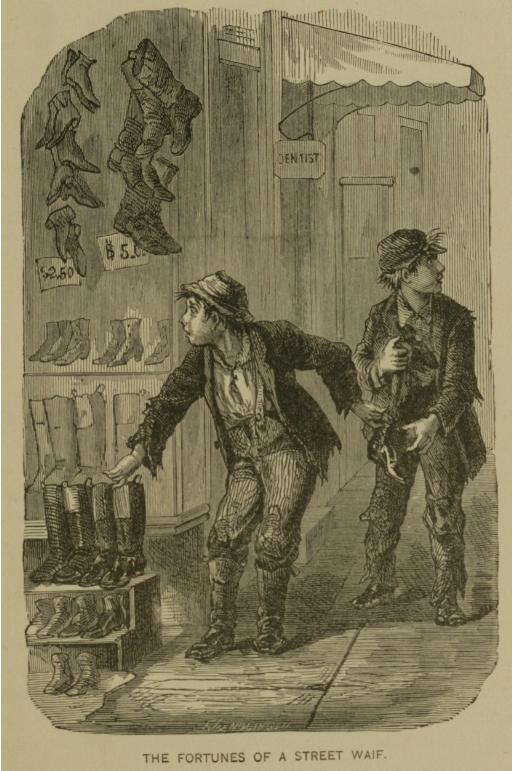
Prendre la propietat aliena per «posar remei a necessitats immediates i essencials» no és considerat un pecat contra el setè manament.

El catecisme explica que aquest manament regula els béns materials i prohibeix prendre injustament, usurpar, emprar o fer malbé béns que pertanyin a un altre, contra la seva voluntat. Exigeix als qui posseeixen béns materials a fer-ne ús de manera responsable, tenint en compte el bé de la societat. El catecisme aborda el concepte de la creació de Déu en l'explicació del setè manament i prohibeix «fer patir inútilment els animals» i no respectar el medi ambient.

### Propietat privada
Segons l'Església Catòlica, hom té dret a la propietat privada. Malgrat això, la propietat fa que aquestes persones només siguin administradors d'uns béns que després del seu ús hauran de poder beneficiar a altres persones. La propietat privada i el bé comú són vistos com a elements complementaris que existeixen amb el propòsit d'enfortir la societat. El setè manament prohibeix el robatori entès com la usurpació dels béns d'altri contra la voluntat raonable del propietari, però defensa que «no hi ha robatori si el consentiment es pot suposar o si el refús és contrari a la raó i a la destinació universal dels béns. Aquest és el cas de la necessitat urgent i evident, quan l'únic mitjà de subvenir a les necessitats immediates i essencials (alimentació, habitatge, vestit...) és disposar dels béns d'un altre i utilitzar-los». L'Església condemna l'esclavisme com «un pecat contra la dignitat de les persones i els seus drets fonamentals» que comporta «reduir-les per la violència a un valor d'ús o a una font d'ingressos».

### Justícia social
L'encíclica Rerum Novarum, que inaugurà la sistematització de la Doctrina Social de l'Església, discuteix les relacions i deures recíprocs entre el treball i el capital, i entre el govern i els seus ciutadans. L'objectiu principal de l'encíclica fou millorar, combatre i alleugerir «la misèria que pressiona tan injustament la majoria de la classe treballadora». Donà suport al dret a formar sindicats de treballadors, rebutjà el comunisme i el capitalisme sense restriccions i reafirmà el dret a la propietat privada.
La interpretació del setè manament ensenya que els empresaris han d'equilibrar l'afany de lucre que garanteixi el futur de l'empresa i el «bé de les persones». Els responsables de les empreses estan obligats a pagar als seus treballadors un salari raonable, complir els contractes i abstenir-se d'activitats deshonestes, incloent-hi el suborn de funcionaris públics. Els treballadors estan obligats a fer el seu treball conscientment, com està escrit als contractes, i a evitar la deshonestedat al lloc de feina, com l'ús de material de l'empresa per a ús personal sense permís.
L'Església ensenya que hi ha d'haver un equilibri entre la reglamentació governamental i les lleis del mercat. Considera que la dependència exclusiva del mercat (o el capitalisme pur) no aconsegueix abordar suficientment moltes de les necessitats humanes, mentre que l'absoluta confiança en la regulació del govern (o el socialisme pur) «perverteix en la seva base els vincles socials». Malgrat això, l'Església no rebutja ni el capitalisme ni el socialisme, però adverteix contra els excessos i els extrems de cada sistema perquè considera que comporten la injustícia amb les persones. L'Església també ensenya que les nacions més riques, així com les persones més riques, tenen l'obligació moral d'ajudar les nacions i les persones més pobres, així com treballar per a reformar les institucions financeres pel benefici econòmic de tothom.

## Vuitè Manament
L'Església ensenya que tenint en compte que «"Déu ha de ser necessàriament verídic", els membres del seu poble són cridats a viure en la veritat» i a donar testimoni de la veritat revelada i manifestada totalment per Jesús. Per això, les violacions i ofenses a la veritat són pecats i tenen diferents graus de gravetat, depenent de les «intencions de qui les comet i els danys patits per les seves víctimes». A continuació s'enumeren les ofenses a la veritat:
1. Fals testimoni i perjuri: afirmacions contràries a la veritat fetes públicament davant d'un tribunal per obstruir la justícia, condemnant els innocents, disculpant els culpables o augmentant la pena de l'acusat.
2. Judici temerari o precipitat: creure i admetre quelcom com a veritable, sense proves suficients, a divulgacions que acusen a d'altres dels defectes morals. Aquesta ofensa, així com la maledicència i la calúmnia, es considera que van en contra del respecte a la bona fama.
3. Maledicència: difondre els «defectes dels altres a les que les persones no fan cas», sense motiu objectivament vàlid.
4. Calúmnia: mentir per danyar la reputació d'una persona i permetre que d'altres puguin fer judicis falsos sobre la persona calumniada.
5. Afalac, adulació o complaença al qui fa actes o té conductes malicioses: encoratja i confirma a d'altri. Pot ser, entre altres coses, un discurs per a enganyar a d'altres per a benefici personal.
6. Jactància, vanaglòria, presumir o fer burla: un discurs que només honora a si mateix i deshonra els altres.
7. Mentida: dir el que és fals amb intenció d'enganyar, essent per això l'ofensa més directa a la veritat perquè la contradiu. El Catecisme afirma que la mentida, en causar dany a la relació de l'home amb la veritat i el germà, […] ofèn la relació fonamental de l'home i de la seva paraula amb el Senyor.[156][162]

L'Església exigeix que els qui hagin tacat la reputació dels altres reparin les falsedats comunicades. Malgrat això, l'Església també ensenya que tota persona té dret a la privacitat, i per això no hi ha necessitat de revelar una veritat a algú que no té dret a saber-la. Els sacerdots tenen estrictament prohibit violar el secret de la confessió, independentment de qualsevol circumstància o motiu i sense que importi la gravetat del pecat o el seu impacte en la societat. Qualsevol sacerdot que violi el secret de la confessió cau en l'excomunió latae sententiae, és a dir, «pel mateix fet de violar la norma». L'ensenyament de l'Església sobre aquest manament indica que els cristians tenen el «deure» de «donar testimoni de la veritat», el que implica l'exigència del «testimoniatge de la fe» encara que fer-ho condueixi al martiri. El Catecisme defensa que els mitjans d'informació «estan obligats a servir la veritat i a no ofendre la caritat» i condemna l'ús de les noves tecnologies per part d'individus, empreses o governs per propagar mentides.

## Novè Manament

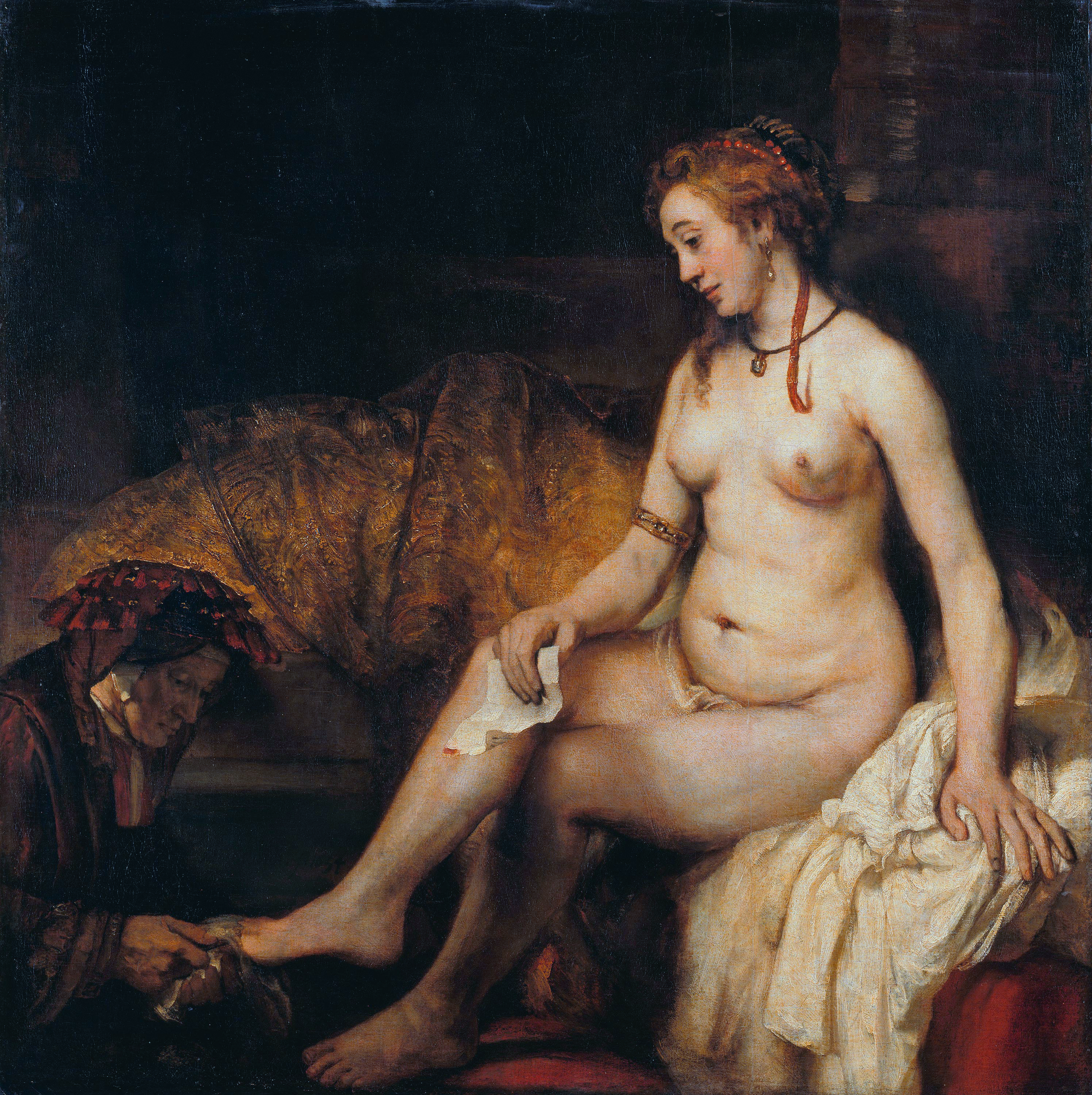
Betsabé al bany per Rembrandt, 1654. La història del Rei David i Betsabé il·lustra que la cobdícia el portà als pecats de l'adulteri i l'assassinat.

El novè i el desè manament tracten sobre la cobdícia, que és una disposició interior i no pas un acte físic. El Catecisme distingeix entre la cobdícia de la carn, o desig sexual, i la cobdícia dels béns materials.
D'acord amb els textos bíblics, Jesús posà èmfasi en la puresa dels pensaments i les accions, i afirmà que «qualsevol que mira una dona per desitjar-la, ja ha comès adulteri amb ella en el seu cor». El Catecisme afirma que, amb l'ajut de la gràcia de Déu, els homes i les dones poden superar la luxúria i d'altres desigs carnals, com «les relacions pecaminoses amb el cònjuge d'altri». Per a superar la temptació, es considera necessària la puresa de cor. Les oracions i himnes catòlics més comuns contenen peticions per assolir aquesta virtut. L'Església identifica alguns dons de Déu que ajuden en «el combat per la puresa»:
1. La virtut i do de la castedat permet estimar amb un cor recte i no dividit
2. La puresa d'intenció consisteix a tenir present el fi veritable de l'home i ajuda a trobar i complir la voluntat de Déu en tot
3. La puresa de la mirada, exterior i interior, disciplina els pensaments i la imaginació per rebutjar aquells que són impurs
4. La pregària reconeix el poder de Déu de concedir a una persona la capacitat de superar els desitjos sexuals
5. A banda d'aquests dons, el Catecisme també recomana un valor humà, la temperança, entesa com la modèstia o el pudor corporal i dels sentiments, que implica discreció en l'elecció de les paraules i el vestuari i preservar la intimitat de la persona.[167][172]

D'acord amb les Escriptures, Jesús declarà que Els purs de cor són benaurats, car veuran a Déu. La puresa de cor, que introdueix el novè manament, és la «condició prèvia» perquè els sants vegin a Déu cara a cara i permet a la persona veure les situacions pures i les persones tal com Déu les veu. Aquesta manera de veure les coses li permet «acceptar les altres persones com a properes i comprendre el cos humà com un temple de l'Esperit Sant, una manifestació de la bellesa divina». El Catecisme ensenya que «hi ha una connexió entre la puresa del cor, del cos i de la fe», i exposa que els «nets de cor» són «els qui han fet concordar l'enteniment i la voluntat amb les exigències de la santedat de Déu, principalment en tres dominis: la caritat, la castedat o rectitud sexual, l'amor a la veritat i l'ortodòxia de la fe».

## Desè Manament
El despreniment de les riqueses és l'objectiu del desè manament i de la primera benaurança (Benaventurats els pobres d'esperit), perquè, d'acord al Catecisme, és necessari aquest precepte per a l'entrada al Regne dels Cels. El desè manament prohibeix la cobdícia, que considera «l'arrel d'on prové el robatori, la rapinya i el frau, prohibits pel setè manament», i que pot portar a la violència i a la injustícia. L'Església defineix la cobdícia com un «desig desendreçat» que pot assumir formes diferents:
1. Avarícia, que és el desig immoderat i excessiu de voler tot allò que no es necessita.
2. Enveja, un dels set pecats capitals, que és el desig immoderat de voler apropiar-se dels béns aliens.[179] Sant Agustí d'Hipona afirmà que l'enveja és «el pecat diabòlic per excel·lència. De l'enveja neixen l'odi, la difamació, la calúmnia, l'alegria causada pel mal del proper i el disgust causat per la seva prosperitat».[168]

Explicant la doctrina de l'Església sobre aquest manament, Kreeft cita a Sant Tomàs d'Aquino, qui va escriure que «un desig dolent només pot ser superat per un desig bo més fort». Keeft explica Sant Pau explica el concepte a la seva epístola als Filipencs, quan enumera les seves credencials com a jueu respectat i afirma: «Tot ho considero una pèrdua, comparat amb el bé suprem que és conèixer Jesucrist, el meu Senyor. Per ell m'he avingut a perdre-ho tot i a considerar-ho escòria, a canvi de guanyar-lo a ell 9 i de viure unit a ell». En el mateix sentit, Jesús afirmà: «Què aprofitarà a l'home si guanya tot el món i perd l'ànima?». L'ensenyament de l'Església en el desè manament es dirigeix cap a aquesta mateixa actitud cap als béns terrenals, que qualifica de «pobresa d'esperit».